# サマル・ヤズベク
サマル・ヤズベク（アラビア語：سَمَر يَزْبَك, 文語発音：Samar Yazbak（サマル・ヤズバク）, 口語発音：Samar Yazbek（サマル・ヤズベク）, 公式英字表記：Samar Yazbek）は、シリアの小説家。アラビア語で著述を行い、作品は世界各国で翻訳されている。アラブ社会の問題を描く小説の他に、2011年以降のシリアをテーマとするノンフィクション的な作品で知られる。著述とともに、シリアの女性を支援する社会活動を行っている。

## 経歴
シリア西部のラタキア県の都市ジャブラに生まれた。ラタキアやラッカでも暮らし、思春期にはヴァージニア・ウルフの『ダロウェイ夫人』を読んであこがれたこともあった。1999年に短編集『秋の花束』を発表し、作家生活を始める。2009年には、39歳以下のアラビア語作家39人を選ぶ「ベイルート39」に選ばれた。
2011年に始まったシリア内戦では、反体制・反アサド政権の立場に立った。2011年にはシリアを脱出し、パリで生活を送りながらシリアの女性を支援する活動を続けている。対立が激しくなった2013年以降に、ヤズベクは「今こそ女性」（Women Now for Development）という団体を設立し、女性に経済的・心理的な支援を行った。戦火の状況の研究調査、人権擁護運動、教育、女性の公正を求める運動、シリア国内と国外の女性の集会などにも関わった。2011年以降のシリアでの出来事について、ヤズベク自身は「革命」と呼んでいる。

## 作品
ヤズベクは、「文学とは現実を変える」、「文学が社会を想像させる」と考えている。ヤズベクは女性の権利やアラブ社会の家父長制問題をテーマにしており、女性の語り手によってシリア社会の側面を描いている。社会的公正に関心があるヤズベクは、社会的な実践による解放を追求しており、著述活動もそこに含まれる。
長編小説『粘土』（2005年）は、シリアで軍人が政権を掌握したのちに社会全体が崩壊する模様をファンタジーも含めつつ描いた。『シナモンの香り』（2008年）は、ダマスカスの貧しく若い女性が家政婦として働き苦悩する物語であり、富裕層による貧困層の支配、女性同士の同性愛、肉体関係によって人間性を見出す描写などがアラブ社会で強い反発を受けた。
シリアで反体制運動が活発になってから、ヤズベクは政権側のメディアが情報を歪曲していると考えた。シリア革命の当事者として、文学的語り（Literary narrative）の形式を取り入れて記録や証言を中心に表現を行うようになった。シリアで人々の証言を集め、2011年の記録をもとに『交戦』（2012年）を発表した。2012年にはシリアへ密入国を3回して取材し、2012年8月から2013年8月の記録をもとに『無の国の門』（2015年）を発表した。『無の国の門』では、解放地域とも呼ばれたシリア北西部のイドリブ県を舞台としている。『交戦』は17ヶ国語、『無の国の門』は20ヶ国語に翻訳され、ヤズベクを世界的に著名にした。『交戦』は、国際ペンクラブのピンター文学賞「勇気ある国際的作家」を受賞した。ヤズベクは反体制側に属するイスラーム主義者の暴力も問題視しており、ルポルタージュの『十九人の女たち』（2018年）では、アサド政権に限らずイスラーム主義者に抵抗した女性の証言を集めた。
『歩き娘』（2017年）で小説の創作に復帰し、12カ国で翻訳された。この小説は2013年にシリア内戦で起きたグータ化学攻撃をもとにしつつ、歩き出すと止まれなくなってしまう少女が主人公となっている。少女は発話障害をもち、彼女が書いた手記によって物語が語られる。シリア内戦の過酷な状況や、女性を抑圧する保守的な社会、少女の内面の成長が描かれていく。

### 主な著作リスト
- باقة خريف , 『秋の花束』（1999年）
- صلصال , 『粘土』（2005年）
- رائحة القرفة , 『シナモンの香り』（2008年）
- تقاطع نيران  , 『交戦』（2012年）
- المشاءة , 『歩き娘』（2017年）
  - 日本語訳『歩き娘：シリア・2013年』柳谷あゆみ訳, 白水社, 2024年
- المشاءة , 『一九人の女たち』（2018年）
- 『風の立つ場所』（2021年）